# Antoine Grimoald Monnet
Antoine Grimoald Monnet (1734-1817) est un minéralogiste français.
Né à Champeix, dans l'actuel département du Puy-de-Dôme, il a été formé à l'école des mines de Freiberg, en Saxe.
En 1776 il est devenu inspecteur général au Corps royal des mines.
Il fut également membre des académies de Stockholm et Turin.
Il épouse 1° le 24 avril 1772, à Notre-Dame d'Alençon Marie Jeanne Pathelin; 2° 21 février 1781, dans l'église Saint-Barthélemy de La Rochelle, Marie Moreau (1739-1817), femme de lettres auteur des Contes orientaux, ou les Récits du sage Caleb, voyageur persan (1779), de Histoire d’Abdal Mazour, suite des Contes orientaux[...] (1784).